# شکونا
شکونا (به آلمانی: Schköna) یک منطقهٔ مسکونی در آلمان است که در گرفنهاینیشن واقع شده‌است. شکونا ۷۴۴ نفر جمعیت دارد.